# De Melgar
De Melgar was een Zuid-Nederlandse adellijke familie van Spaanse oorsprong.

## Geschiedenis en genealogie
- Pedro de Melgar († Brugge, 26 mei 1580), geboren in Burgos, was de eerste van de familie om zich in 1530 in Brugge te vestigen. Hij werd er consul van de Spaanse natie, ook gekend als consul van het koninkrijk Castilië. Hij was een zoon van Pedro de Melgar en Juana De Los Barrios de Barhueba. Hij trouwde met Jossine d'Ayala († Calais, 2 november 1581), dochter van Diego d'Ayala en Madeleine de Mil en ze kregen zes kinderen.
  - Juan de Melgar, trouwde met Maria de Aranda, die zeven kinderen kreeg.
  - Francisco de Melgar trouwde met Louise de Hamere, die eveneens zeven kinderen kreeg.
    - Marie-Madeleine de Melgar, trouwde met Bernardin van den Zijpe.
    - Jean-François de Melgar of Juan, poorter van Brugge geworden in 1624 en raadslid van de stad Brugge, trouwde met Martine Armaere, met wie hij vijf kinderen kreeg.
      - Bernard de Melgar (ca. 1640-1710), heer van Breydelaere trouwde met Marie Verscheure.
        - Henri-Ignace of Henrigo de Melgar trouwde in 1729 met Isabelle Fourbisseur (†1749), dochter van Jean-Baptiste Fourbisseur en Catherine Arents en weduwe van Jean-Baptiste De Bouvere. Ze kregen zeven kinderen. Hij werd heer van Breydelaere, schepen van Brugge en erfachtig redenaar en voorzitter van het Proosse.

    - Pedro of Pierre-Antoine de Melgar (zie hierna).
    - Marie de Melgar, die trouwde met Philibert Dorrez.
    - Adrienne de Melgar, die in 1616 trouwde met François de Villegas (†1636).

De huwelijken tonen aan dat er nog wel binnen de Spaanse gemeenschap werd getrouwd, maar dat er toch heel wat waren met Brugse families, zodat de Spaanse oorsprong stilaan vervaagde. Men nam ook gaandeweg de Brugse 'nationaliteit' aan en sommigen oefenden zelfs officiële functies uit.

## Pierre-Antoine de Melgar
Pedro of Pierre Antoine Florentin de Melgar (Brugge, 17 oktober 1742 - 10 april 1801) trouwde in 1770 met Constance d'Hanins de Moerkerke (1746-1777). Hun enige zoon, Pierre-Jacques de Melgar, werd in 1772 geboren.
Na zijn middelbare studies was hij in 1760 naar Leuven getrokken en was er in 1764 gepromoveerd tot licentiaat in de rechten. Hij vestigde zich als advocaat in Brugge. 
Hij werd actief in het Brugse verenigingsleven:
- In 1769 werd hij lid en in 1823 proost van de Edele Confrérie van het Heilig Bloed. Hij schonk een groot glasraam voor de herbouwde kapel, gemaakt door de Mechelse glazenier Jean-François Pluys.
- In 1767 werd hij lid van de Confrérie van Onze-Lieve-Vrouw van den Drogen Boom.
- in 1768 werd hij lid van de Confrérie van Sint-Ivo (voorbehouden aan advocaten) en van de Sabbatine, de samenkomst van alle Brugse juristen.
- In 1769 werd hij lid van de Sint-Jorisgilde voor kruisboogschutters.
- in 1771 werd hij confrater van de Keizerlijke Kunstacademie.
- Hij werd lid van de Aartsbroederschap der allerheiligste Drievuldigheid, die zich inspande voor het vrijkopen van christenen die in moslimstaten waren gevangen en tot slaven gereduceerd.
- In 1768-69 werd hij lid van de vrijmetselaarsloge La Parfaite Egalité, gesticht en geleid door zijn vriend en familielid Charles Lauwereyns de Roosendaele de Diepenheede.
- In 1786 werd hij lid van de pas gestichte Société Littéraire.
- Hij financierde de restauratie van de 'pestschilderij' op de hoek van de Sint-Jorisstraat en de Poitevinstraat.

Vanaf zijn huwelijk bewoonde het echtpaar het grote herenhuis in de Sint-Jorisstraat, behorende aan de familie de Melgar, en bij die gelegenheid aanzienlijk opgeknapt. Hij had heel wat werk voor het beheren van zijn aanzienlijk onroerend bezit, zodat hij zich niet liet horen als het om politieke mandaten ging. Dit veranderde vanaf 1787. Gelet op de politiek van keizer Jozef II, waarvan hij een tegenstander was, werd hij een van de initiatiefnemers binnen de Sint-Jorisgilde, om milities voor de ordehandhaving te organiseren. Hij werd actief in het Corps patriotique dat bij de Brabantse Omwenteling werd opgericht. Tijdens de korte tijd van de Belgische onafhankelijkheid in 1789 werd de Melgar schepen van het Brugse Vrije.
Bij de eerste Franse inval werd hij in januari 1793, erg tegen zijn zin, lid van de voorlopige municipaliteit voor het Brugse Vrije. Het bestuur in kwestie duurde amper een paar weken. Regelmatig werden militairen verplicht bij hem ingekwartierd, maar hij betaalde liever hun verblijf in een nabij gelegen herberg. Naar aanleiding van bijzondere belastingen en heffingen stond hij vermeld onder de hoogst aangeslagen stadsgenoten.
Na de terugkeer van de Oostenrijkers werd hij opnieuw schepen van het Brugse Vrije. Dit bestuur werd door de teruggekeerde Fransen in januari 1795 afgezet. Kort daarna werd de Melgar, samen met andere prominenten, gearresteerd en opgesloten in het paleis van het Vrije. Na een paar dagen werden ze naar Rijsel gevoerd: ze moesten er blijven tot de aan de stad Brugge opgelegde belasting van 4 miljoen was betaald. Op 12 februari 1795 maakte de Nationale Conventie deze gijzeling ongedaan en keerde de Melgar met zijn kompanen weer naar huis.
Toen hij in 1801 overleed, ging zijn aanzienlijk fortuin naar hun enige zoon, Pierre-Jacques.

## Pierre-Jacques de Melgar
Pierre Jacques Constantin de Melgar de Breydelaere de Sporkinshove (Brugge, 16 november 1772 - 4 januari 1858) werd in 1823 onder het Verenigd Koninkrijk der Nederlanden in de erfelijke adel erkend.
Hij trouwde in 1798 met Sabine Coppieters (1778-1850), dochter van Albert Coppieters, burgemeester van het Brugse Vrije en van Sabine van Zuylen van Nyevelt. Het gezin bleef kinderloos.
De Melgar bleef buiten het openbare leven, tenzij dat hij zich liet inschrijven in enkele godsdienstige genootschappen. Zo werd hij lid en proost van de Edele Confrérie van het Heilig Bloed. Ook was hij aanwezig op het 'Constitutioneel Banket' van 7 juli 1829.
Hij bleef zich verder inzetten voor het goed beheer van zijn aanzienlijk fortuin. Ook hij woonde verder in de Sint-Jorisstraat.